# 2007年緬甸反軍政府示威

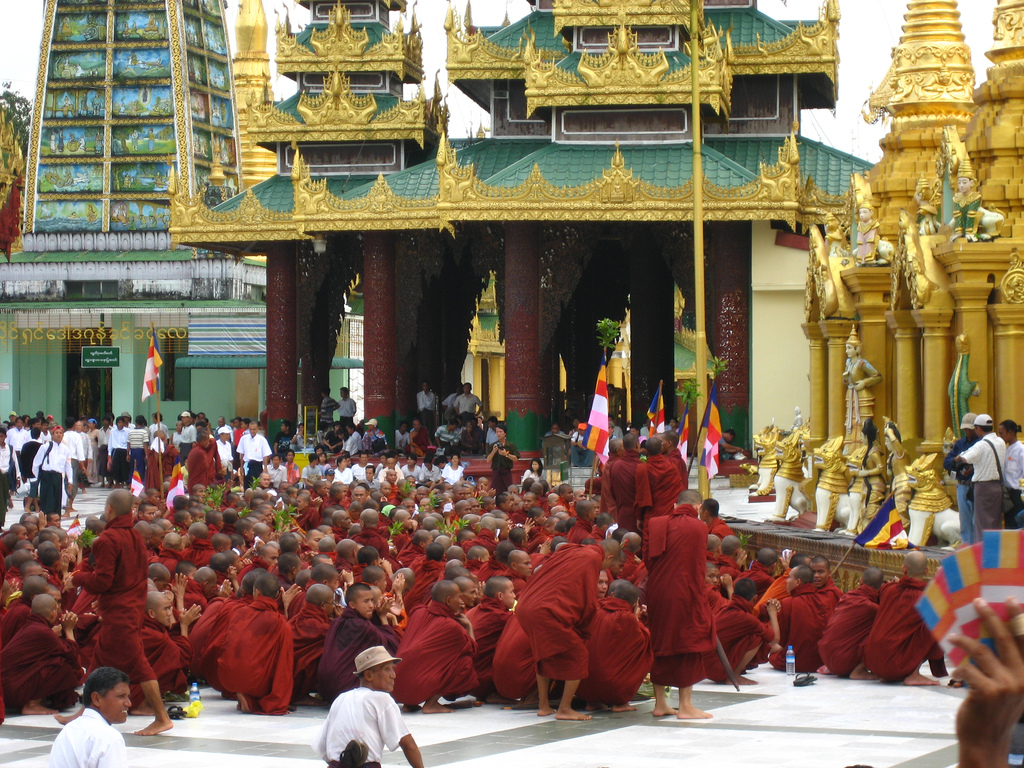
穿著紅色僧袍的緬甸僧侶領導反軍政府示威活動

2007年緬甸反軍政府示威，亦称番紅花革命，是一場自8月15日開始持續至2008年9月的民主運動；起因為緬甸聯邦國家和平與發展委員會取消燃油補貼，導致燃料突然加價約一至五倍，公共汽車收費也漲價一倍，引發民眾連日來示威，要求民生物資價格合理化，而後開始加入「與軍事執政團進行對話」以及「釋放翁山蘇姬等政治犯」等訴求。示威以學生和反對派政治人物為首，事後緬甸軍政府宣佈宵禁，並在前首都仰光和曼德勒捉拿異見人士，聲稱示威是由外國挑撥引發。  自9月18日起，約數千名佛教僧侶開始參加示威遊行。一些新聞媒體將此次示威活動媲美顏色革命，稱為「番紅花革命」。此次示威中有13至31名抗議者死亡，数百人被捕。

## 名為「番紅花革命」的原因
番紅花革命（Saffron Revolution）得名於站在示威最前線的上座部佛教僧侶。遊行群眾將象徵僧袍的深紅色帶子別在衣服上，表達對僧侶的支持。由於聲勢浩大，英國《泰晤士報》引述外國人權組織之說，開始稱之為「番紅花革命」。「Saffron」在顏色上雖譯為藏紅色，但卻是一種黃色，是印度教的傳統代表色，也是有地緣關係的上座部佛教僧袍的傳統顏色，所以「Saffron Revolution」中的「Saffron」是寓意遊行活動由上座部佛教僧侶領導的意思。不過此名稱常讓人誤解為是得名於參加活動的僧侶所穿的深紅色僧袍。
歷史上，以花果、顏色或植物取名的革命都是以選舉達到政權轉移的和平革命。（例如格鲁吉亚玫瑰革命、烏克蘭橙色革命和吉爾吉斯鬱金香革命）。巧合的是，法國共和曆的9月23日叫作「番紅花日」（Jour de safran）。

## 時序

### 示威活動

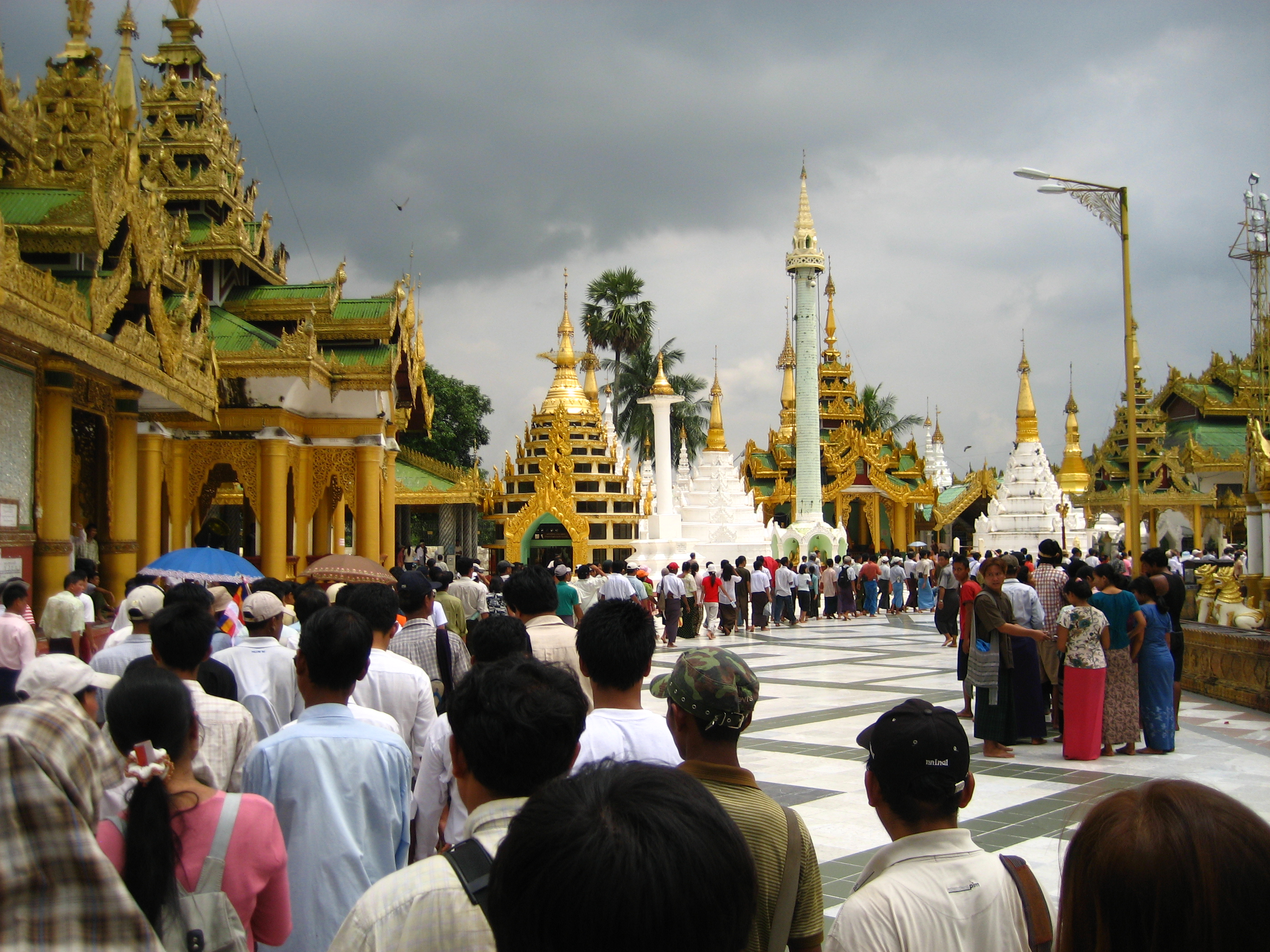
示威民眾聚集的景象之一

8月起
- 緬甸反軍政府示威開始

9月17日
- 軍政府封鎖翁山蘇姬住處附近交通。

9月18日
- 仰光的反軍政府居民開始進行連日的示威活動。

### 僧侶加入示威行列
2007年9月22日

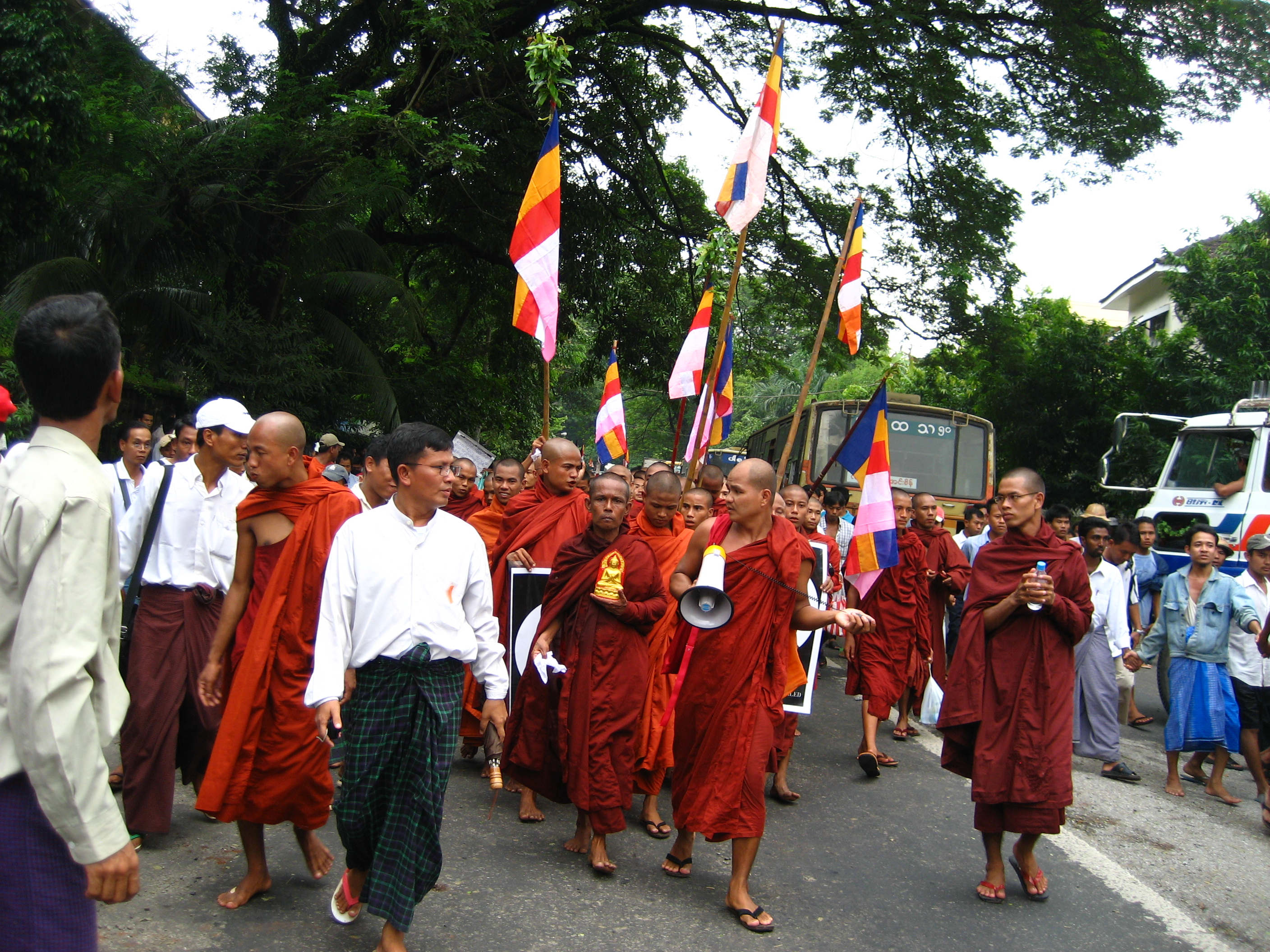
僧侶著紅袍手執佛教旗遊行示威

- 自八月以來的示威已經擴大到在緬甸有高尚地位的僧侶。
- 被軍政府當局自2003年年初軟禁的緬甸民主領袖翁山蘇姬亦在其寓所門前向示威的人致意。[8]

### 軍政府鎮壓前
9月24日
- 仰光有10萬人示威後，軍政府警告僧侶停止反政府示威，並派出廣播車，警告人民不要參與遊行。但最終遊行如常舉行。[9][10][11]

9月25日
- 仰光繼續有10萬人示威。
- 第二大城市曼德勒加入示威

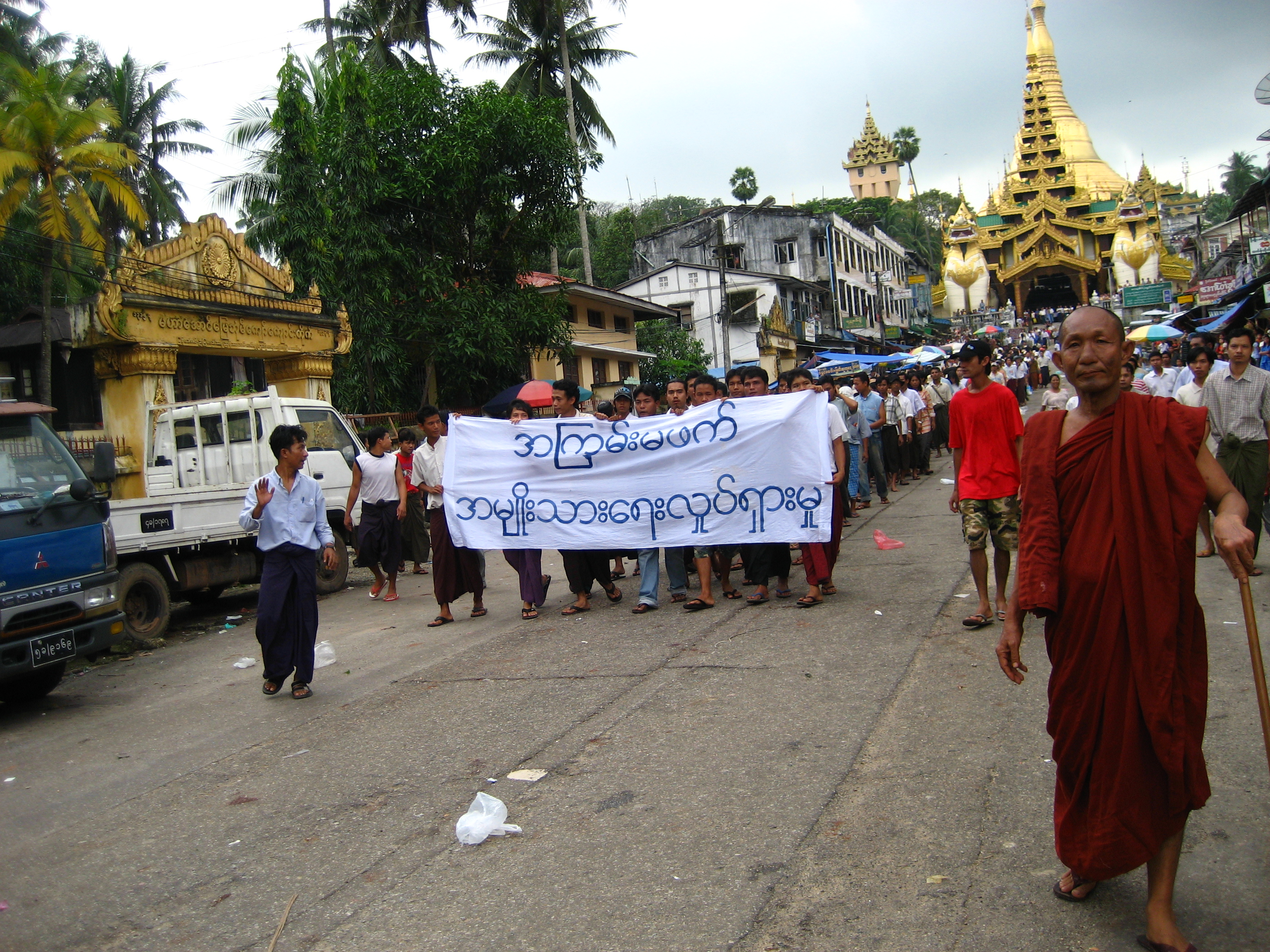
在首都仰光的反對者持橫額：反暴力：全國性的運動

- 軍政府的軍車開始駛進市區，為鎮壓示威作準備。
- 軍政府實施宵禁後達60日（時間為晚上11時至翌日的5時）以及禁止5人集會。
- 美國總統喬治布希指不會對緬甸軍政府及其家屬發出簽證以及進一步對緬甸實施制裁。

### 軍政府鎮壓
9月26日
- 過萬名僧侶不理會軍政府的宵禁及集會警告，早上在仰光的大金塔聚集；他們手持旗幟並高叫口號，有居民燒雜物。
  - 路透社指軟禁中的翁山蘇姬被軍政府由寓所轉至監獄，以免引起示威者的情緒，不過軍方否認有關的消息。
- 示威者同軍警爆發衝突，警方向天鳴槍及放催淚彈鎮壓，有報道指衝突中，一名僧侶被殺。
- 緬甸當局對示威群眾武力鎮壓，至少有4人死亡（當中有2個是為僧人）、100人受傷。大約300人被捕，而半數是僧人。[12]
- 菲律賓有民眾到緬甸駐馬尼拉大使館，聲援緬甸的示威者；他們要求軍政府和示威人士對話以及釋放翁山蘇姬。
- 印尼一批學生亦遊行到緬甸駐雅加达大使館示威，反對軍政府打壓示威行動。
- 法國批評鎮壓示威行動，並不能夠接受，會聯同歐洲各國施壓。

9月27日
- 軍方大舉搜捕仰光及其他地方帶頭示威的僧侶，近千人被捕。在仰光兩間寺院，寺院玻璃窗被打破、滿地子彈殼。另在其他地方寺院，並有僧侶被毆打。
- 再有逾1萬人在最大城市仰光集會示威。目擊者指，這1萬人中主要是年輕人及學生，以及少數僧侶。
- 軍方下令仰光市中心數以萬計示威者在10分鐘散去，否則將面對「極端行動」。及後，成千上萬的示威者陸續散去。
- 緬甸政府知會日本駐緬大使館，日本APF通信社記者長井健司在鎮壓行動中被殺。[13]雖然一度傳言是遭流彈意外波及，但後來據當時的影片卻證實長井健司是被緬甸士兵由背後近距離開槍射殺。[14]

9月28日
- 日本首相福田康夫對記者長井健司表示遺憾，並要求合理解釋。
- 被要求敦促聯合國介入事件。
- 聯合國安理會呼籲抵制緬甸軍政府。

10月13日
- 在聯合國特使易卜拉西姆·甘巴里離開緬甸後，數萬人參加在最大城市仰光舉行的集會，支持軍政府；据美联社调查，这次集会由军政府组织，强制要求各个工厂派人“集会”[15]。

## 國際反應
- ：秘书长潘基文發言人發表聲明說，隨著緬甸局勢緊急惡化，潘基文派出前聯合國副秘書長易卜拉欣·甘巴里將作為潘基文的特使訪問緬甸。發言人且呼籲緬甸軍政府高層應與特使充份合作，利用聯合國自願的協助最終透過對話達致和解。[16]

- 日本：

1. 外相高村正彥促請緬甸政府冷靜並稱日本方面會小心觀察緬甸的事態發展。在有日本記者被緬甸軍隊槍殺後，他直指緬甸軍政府要為該記者之死負責。
2. 共同社稱日本政府會向緬甸當局提出正式抗議。並指26日已有兩名日本記者被緬甸驅逐出境。
3. 內閣官房長官町村信孝表示，政府正考慮是否中止對緬甸的人道援助。
4. 副外相藪中三十二表示，將要求緬甸徹底調查事件，不要再武力鎮壓和平示威者。

- 美国

1. 白宮說緬甸反政府示威者與保安部隊衝突造成死傷的報道令人困擾，美國政府呼籲緬甸軍政府尊重人權。
2. 國土安全部發言人稱，美國敦促緬甸軍政府能和平過渡至民主。
3. 總統喬治布殊在聯合國大會上發言時表示將會經濟制裁緬甸，並呼籲各國仿效。
4. 國務卿賴斯稱緬甸人民只是要求更好的生活並可與其他人一樣，生活在自由之下，而表示軍政府的野蠻行為已經眾所周知，美國會在聯合國大會中作出努力去支持在緬甸追求民主的示威者。
5. 助理國務卿希爾則稱人們該認同緬甸政府應停止以為軍隊或警察可以解決問題的事實。並謂他們應開始考慮與國內激進主義分子進行真正有誠意的和解。他也會要求中國運用影響力，迫使緬甸軍政府「改變觀點」。
6. 財政部已下令凍結軍政府領袖丹瑞及另外13名官員在美境內資產。

- 中华人民共和国：外交部發言人姜瑜說：「中國一貫奉行不干涉他國內政的政策；作為緬甸的鄰國，我們希望看到緬甸局勢穩定，經濟發展。」她並促請軍政府「妥善處理」局勢，但堅稱中方不會介入緬甸內政。翌日姜瑜再發表聲明，呼籲緬甸各方保持克制，以免事態惡化影響緬甸及地區穩定。並同時還針對外國傳媒指控中國在緬甸問題上未充分發揮作用，警告傳媒實事求是報道，不要推波助瀾。

- 中華民國

1. 中華民國總統陳水扁表示，對緬甸軍政府這種反民主、反人權、反人性的暴力行為，在此代表台灣政府表達最強烈的譴責與遺憾，並呼籲全球民主社群要積極介入，早日為緬甸人民重新帶來自由、民主與和平。
2. 中華民國副總統呂秀蓮在2007年10月1日，召開「聲援緬甸民主化座談會」，並宣佈將集合民間團體力量，在「民主太平洋聯盟」（DPU）架構下成立「太平洋聲援緬甸民主化網絡」（Pacific Network for Democracy in Burma），提供台灣民主化的經驗，協助緬甸早日走向民主化道路。[17]
3. 發起聲援緬甸 台灣風雨不缺席[]（新聞[]）全球聲援緬甸的活動日，雖然台灣受到柯羅莎颱風侵襲，但住在台灣的緬甸人民，以及宗教和人權團體，下午不畏風雨上街遊行，也創下颱風天遊行的紀錄。最後在昭慧法師的祝禱聲中，畫下句點。
4. 中華民國外交部表示「嚴正關切」事件，其駐泰國代表處成立「緬甸小組」，將結合國內外民間團體力量，並尋求與國際間支持及同情緬甸民主運動之國家及團體共同合作，以交流及分享台灣民主經驗，促使緬甸社會更加民主開放，並共同促進區域內的穩定安全與繁榮發展。[18]
5. 台灣民主基金會、國際特赦組織、台灣婦女團體全國聯合會、中國人權協會及民主進步黨等組織，在2007年10月13日成立「支援緬甸民主化」行動聯盟。[19]

- 欧洲聯盟：輪值主席國葡萄牙警告緬甸勿用暴力對付示威民眾，否則將加重制裁。 [20]歐洲議會並建議歐盟成員國聯合抵制2008年北京奧運，來逼迫北京方面和國際民主國家站在同一條陣線上。

- ：外長唐納表示希望國際社會會與澳洲一樣，借此機會來表達對希望改革的緬甸民眾的支持，並對緬甸軍政府領袖強烈表示在1980年代發生的一些強烈鎮壓，在國際社會中是完全不被接受的。後來他稱不認為聯合國可作為改變緬甸局勢的煤介。國際社會反應說服中國政府，因只有中國可對緬甸領導層產生最大影響力。[21][22]

- 法國：外長庫內什敦促中國和印度等緬甸鄰邦，不能再容忍緬甸的軍人政府，必須施加壓力，結束流血鎮壓。政府中一名高層官員表示不能接受，他呼籲要更加嚴厲制裁軍政府。總統薩爾科齊表示深切關注緬甸局勢，並呼籲軍隊不應對發表社會及經濟訴求的人民施以鎮壓。法國政府亦已傳召了緬甸駐巴黎代表，警告緬甸政府。

- 德国：

1. 外交部發言人稱，他們將與葡萄牙總統，共同敦促緬甸政府釋放被囚禁的示威者。
2. 外長施泰因邁爾對緬甸公然違反人權表示關注。且表示只有包括譴責及制裁的解決辦法才可達成共識。

- 英国

1. 首相在工黨大會上呼籲聯合國派出特使到緬甸觀察其局勢，表達國際社會對這個「不合法及鎮壓政權」的關注；他並警告侵犯人權不受懲罰的時代已結束。後來他的發言人更發表聲明，對緬甸政權繼續鎮壓平民表示遺憾，並對安全部隊對和平示威者作進一步暴力行為表示，深切關注。
2. 外相對遊行中民主領袖昂山素姬在寓所門外向群中示好感到高興，但稱若昂山素姬成為民主自由緬甸的民選領袖，情況就會好上百倍。

- 加拿大：

1. 政府發表聲明，要求緬甸政府與示威者接觸。
2. 外長伯尼爾發表聲明，表示加拿大當局譴責緬甸軍方對和平發表意見僧侶及示威者使用武力，且敦促緬甸儘快結束暴力行為。

- 马来西亚：外長哈密德·阿爾巴在紐約聯合國大會上，表示反對國際制裁緬甸政府。[23]

- 新加坡：

1. 外交部聲明指對於仰光示威者與軍隊發生衝突表示深切關注。促請緬甸當局作出最大克制並請求所有人士避免作出挑釁性舉動，尋求和解。
2. 輪任主席新加坡政府表示鼓勵以和平方法解決緬甸問題，並強調新加坡關注緬甸最新局勢。

- 泰國：

1. 特別作戰部司令蓬薩強調，泰國軍方對於緬甸局勢十分關注，而且也有許多泰國民眾待在緬甸居住或工作，因此軍方也必須提前做好準備，一旦發生衝突時，該如何解救泰國僑民。
2. 總理素拉育表示他正盡力說服緬甸政府停止使用強硬行為，並謂緬方應嘗試避免使用武力。同時他稱他身為佛教徒和軍人，認為緬甸政府會非常困難去使用武力去打擊僧侶們。
3. 軍方領袖頌提指緬甸軍方領袖有他們的理由不作改變，任何壓力欲令緬甸出現民主都不容易。因緬甸已發展了一段長時間由軍方政權維護國家利益。

- 俄羅斯：

1. 外交部發表聲明稱，緬甸流血鎮壓大規模動亂是內政問題。
2. 後來外交部再稱，考慮到對干預主權國家內政會產生不良後果，他們始終認為緬甸的進程不會對地區以至國際安全產生威脅。同時，他們表示期望緬甸當局與示威者應彼此克制，以防局勢進一步惡化。

- 印度：外交部發言人表示政府正關注緬甸局勢發展，並希望各方以和平對話方式解決問題。並謂印度一直相信，緬甸政改及國家團結應該建立在包容及廣泛的基礎上。

- 菲律賓：總統阿羅約夫人呼籲緬甸踏上民主步伐及釋放昂山素姬，同時要求軍政府邀請聯合國特使甘巴里到緬甸。

- 印度尼西亞：駐聯合國代表對最近緊貼地觀察到緬甸政府鎮壓示威，表示關注，呼籲政府作最大克制並停止任何會導致暴力的行為。

- ：政府對緬甸局勢表示強烈關注，敦促軍政府克制以避免形勢進一步惡化。此外，亦希望緬甸政府和人民可和平攜手建設民主。

- 荷蘭：首相巴爾克嫩德呼籲國際對緬甸實施制裁。他表示強烈譴責緬甸軍隊對和平示威的僧侶和平民開火的野蠻行為。並促請聯合國安全理事會再開會，如果仍然未能達成任何決議，荷蘭當局將會單方面承擔責任。他同時確信歐盟及美國與那些「懷有慈之心」的國家將會有進一步行動，而荷蘭將會考慮對緬甸實施包括木材的制裁，但他亦表示制裁的目標只是軍政府而非平民。

- 瑞典：首相卡爾·比爾特要求緬甸政府尊重示威者的權利，並表示希望和歐盟與一個民主的緬甸合作及貿易。

- 挪威：首相延斯·斯托爾滕貝格及外相斯特勒批評軍政府使用武力，並督促國際社會負起緬甸民主進程的責任。斯托爾滕貝格表示中國在此事上更有特殊的責任去作調解的角色。

- 波蘭：波蘭民主派領袖，前總統瓦文薩和前共產波蘭政治和軍事領袖雅魯澤爾斯基共同呼籲緬甸軍政府與示威者對話。

- 捷克：前總統哈維爾撰文批評國際社會無法有效地勸阻緬甸軍政權，將喪失尊嚴。[24]

- 義大利：總理普羅迪稱國際社會應動員支持世界每處對人權的尊重，並確保人民有和平發表意見的自由。

- 聖座：教宗本篤十六世呼籲緬甸軍政府領袖和平結束鎮壓，他表示對這宗嚴重事件深感不安。他另外對信眾表示，希望整個教會為緬甸人祈禱。他同時希望可以為這個國家找到和平解決的方法。

- 西班牙：外交部發表聲明表示與已經呼籲緬甸官方作最大克制的國家持同樣意見。因為對示威強硬暴力的鎮壓會有嚴重後果。

- 瑞士：總統雷伊在聯合國大會上發言時稱緬甸軍方武力鎮壓民主示威者導致形勢「告急」，但瑞士當局贊成所有黨派在聯合國特使主持下共同對話。
- 智利：外交部對任何妨礙人權的行為表示深切關注及絕對反對，呼籲緬甸政府避免對包括政治犯人士使用武力，以對國際社會展視善意。後來外交部再譴責軍政府對示威者使用武力，並呼籲國際社會盡力完結當前局勢。

- 南非：諾貝爾和平獎得主，聖公會現任南非開普敦榮休大主教杜圖懇求聯合國以致國際社會對緬甸政府施加壓力以釋放政治犯，而且他對緬甸人民驚人的勇氣表示敬佩。表示這大規模抗爭與南非在80年代末大規模的行動使「種族隔離」制終止非常相似。同時支持人民以和平抗議以完結一個以不公義及壓迫手段管治國家的邪惡政權。